# Xianning
Xianning, tidigare romaniserat Sienning, är en stad på prefekturnivå i Hubei-provinsen i centrala Kina. Den ligger omkring 60 kilometer söder om provinshuvudstaden Wuhan.

## Historia
Orten blev ett härad under södra Tang (937 - 975) under De fem dynastierna och De tio rikenas epok och fick sitt nuvarande namn under Songdynastin efter regeringsperioden Xianning (998-1003). Under Qingdynastin löd Xiannings härad under prefekturen Wuchang.
1983 blev Xianning ombildad till stad och 1998 fick Xianning ställning som stad på prefekturnivå.

## Administrativ indelning
Xianning består av ett stadsdistrikt som omfattar den egentliga staden. Den omgivande landsbygden är indelad i fyra härad och en stad på häradsnivå lyder också under Xianning:
- Stadsdistriktet Xian'an – 咸安区 Xián'ān qū ;
- Staden Chibi – 赤壁市 Chìbì shì ;
- Häradet Jiayu – 嘉鱼县 Jiāyú xiàn ;
- Häradet Tongcheng – 通城县 Tōngchéng xiàn ;
- Häradet Chongyang – 崇阳县 Chóngyáng xiàn ;
- Häradet Tongshan – 通山县 Tōngshān xiàn.